# Chiromantis kelleri
Chiromantis kelleri är en groddjursart som beskrevs av Oskar Boettger 1893. Chiromantis kelleri ingår i släktet Chiromantis och familjen trädgrodor. IUCN kategoriserar arten globalt som livskraftig. Inga underarter finns listade i Catalogue of Life.